# Pinglin

Situation du district dans Nouveau Taipei.

Pinglin (chinois traditionnel : 坪林區), est un district de la ville de Nouveau Taipei, à Taïwan.

## Géographie
- Superficie : 170,84 km2
- Population : 6 526 habitants (2005)